# Shijō Saikyō no Deshi Kenichi
Shijō Saikyō no Deshi Kenichi (jap. 史上最強の弟子 ケンイチ) ist eine japanische Manga-Serie von Shun Matsuena, die von 2002 bis 2014 in Japan erschien. Sie wurde als Anime-Serie adaptiert und international als Kenichi: The Mightiest Disciple bekannt.

## Handlung
Der 16-jährige Kenichi Shirahama wird von Schülern seiner Schule gemobbt, doch als er Miu Furinji trifft, will er Karatemeister werden. Durch Miu gelangt er in den Dōjō Ryozanpaku (梁山泊) und erhält durch zahlreiche Meister sein Training. Jeder ist ein Meister auf einem anderen Gebiet der Kampfkunst, darunter Karate, Jiu Jitsu, Thaiboxen und chinesisches Kempō. So muss er gegen Odin (Ryūto Asamiya) antreten, die erste Faust von Ragnarök, um dem Dōjō gerecht zu werden. Dessen Trainer Isshinsai Ogata hat Kenichi bereits im Training kennengelernt und erkannt, dass seine Art und Weise zu kämpfen auch den Tod des Gegners zufolge haben kann, diesen Weg will er nicht gehen (dies hat er beim Training in den Bergen von Hayato Fūrinji gelernt). Im Kampf mit Odin gibt dieser sich als ein guter Freund zu erkennen, der einst durch eine Schmach im Kampf einen Anstecker mit Yin-und-Yang-Emblem erhalten hat, als Beweis für seine Niederlage, wie er glaubte. Einen Katzenanstecker aus einem Kaugummiautomaten erhielt ein weinendes Mädchen, das sich als Miu herausstellte.
Alle Gegner von Kenichi erhalten einen Namen aus der Nordischen Mythologie, die erste Faust nach Odin, Hibiki Kugenin als Siegfried, Yūma Chiaki als Thor (der das Sumo anderen näher bringen will) und einige weitere, die Ragnarök angehören.

## Veröffentlichung
Es wurde von Mai 2002 bis September 2014 in Shogakukans Magazin Shōnen Sunday veröffentlicht. Der Verlag brachte die Kapitel auch gesammelt in 61 Bänden heraus. Der letzte der Bände verkaufte sich in den ersten beiden Wochen ab Veröffentlichung über 140.000 Mal.
Eine französische Fassung erschien bei Kurokawa, eine italienische bei Planet Manga und eine chinesische bei Tong Li Publishing in Taiwan.

## Anime-Adaption
Das Studio TMS Entertainment produzierte 2006 einen Anime zum Manga. Bei der Serie mit 50 Episoden führte Hajime Kamegaki, Hauptautor war Yoshiyuki Suga. Das Charakterdesign stammt von Junko Yamanaka und Masatomo Sudō, die künstlerische Leitung lag bei Nobuto Sakamoto. Für den Ton war Akiyoshi Tanaka verantwortlich und Susumu Matsuyama und Tetsu Kojima fungierten als Produzenten.
Die Serie wurde vom 7. Oktober 2006 bis zum 29. September 2007 bei TV Tokyo in Japan gezeigt. Die Erstausstrahlung der Anime-Adaption in Deutschland erfolgt seit Ende April 2020 auf dem Sender ProSieben Maxx. Die Lizenz für die DVD-Veröffentlichung liegt bei Peppermint Anime. Außerdem wurde der Anime in Südamerika und auf den Philippinen im Fernsehen gezeigt.
Ab 2012 entstand eine weitere Adaption der Vorlage als Anime, die als Original Video Animation veröffentlicht wurde. Bei der Produktion von Brain’s Base führte Hiroshi Ishiodori Regie. Die Drehbücher schrieb Eizō Kobayashi. Das Charakterdesign wurde entworfen von Hideyuki Motohashi und die künstlerische Leitung lag bei Kazuhiro Arai. Die Produzenten waren Kazumitsu Ozawa, Nobumasa Sawabe und Takeyuki Suzuki. Die elf Folgen wurden vom 14. März 2012 bis 16. Mai 2014 auf Kaufmedien veröffentlicht.

### Synchronisation
| Rolle             | japanische Sprecher (Seiyū) | deutsche Sprecher      |
| ----------------- | --------------------------- | ---------------------- |
| Kenichi Shirahama | Tomokazu Seki               | Benjamin Levent Krause |
| Miu Furinji       | Tomoko Kawakami             | Anni C. Salander       |
| Hayato Furinji    | Hiroshi Arikawa             | Thomas Höricht         |
| Apachai Hopachai  | Hiroya Ishimaru             |                        |
| Kensei Ma         | Issei Futamata              | Timothy Peach          |
| Akisame Koetsuji  | Jūrōta Kosugi               | Alexander Turrek       |
| Shigure Kosaka    | Mamiko Noto                 | Judith Peres           |
| Shio Sakaki       | Unshō Ishizuka              | Christopher Kussin     |

### Musik
Die Musik der Serie wurde komponiert von Joe Rinoie. Für den Vorspann verwendete man die Lieder Be Strong von Kana Yazumi und Yahhō! (ヤッホー!) von Diva×Diva (Miho Morikawa und Akira Asakura). Die Abspannlieder sind:
- Kimi ga Iru kara (君がいるから) von Issei Eguchi
- Catch Your Dream von Joanna Koike
- RunOver von Joanna Koike
- Kokoro Kara no Message (心からのメッセージ) von Sakura
- Be Strong von Kana Yasumi

Für die OVA wurde die Musik von Keiji Inai komponiert. Der Vorspann ist Wish von Iori Nomizu und die Abspanne wurden unterlegt mit den Liedern Glory Days und Breathless, ebenfalls beide von Iori Nomizu.

## Videospiel
Am 15. März 2007 erschien in Japan ein Spiel zum Manga. Der Titel wurde als Shijō Saikyō no Deshi Kenichi: Gekitō! Ragnarok Hachikengō von Capcom für die PlayStation 2 veröffentlicht.